# Goalpara (stad)
Goalpara is een stad en gemeente in het district Goalpara van de Indiase staat Assam. 

## Demografie
Volgens de Indiase volkstelling van 2001 wonen er 48.911 mensen in Goalpara, waarvan 52% mannelijk en 48% vrouwelijk is. De plaats heeft een alfabetiseringsgraad van 69%. 